# Seseli bocconi
Seseli bocconi är en flockblommig växtart som beskrevs av Giovanni Gussone. Seseli bocconi ingår i släktet säfferötter, och familjen flockblommiga växter. Utöver nominatformen finns också underarten S. b. praecox.